# Cranta
Cranta (en francès Quarante) és un municipi occità del Llenguadoc, situat al departament de l'Erau i a la regió d'Occitània.
Cranta es troba a 25 quilòmetres a l'oest de Besiers i a 23 al nord de Narbona.

## Fills il·lustres
- Louis Cahuzac (1880-1960), clarinetista i compositor.
- Joan Maria Petit (1941-2020), poeta i lingüista en llengua occitana.

## Monuments
- Església de Sainte-Marie, consagrada l'any 1053.[2]